# 동리산문
동리산문(桐裏山門) 또는 동리산파(桐裏山派)는 신라 말기와 고려 초기에 성립된 선종 구산의 하나이다.
신라 문성왕(文聖王) 원년(839)에 혜철(惠哲 혹은 慧澈)이 귀국하여 전라남도 곡성군 죽곡면 태안사(泰安寺)에 동리산파의 선종을 개산하였다. 개산조 혜철은 속성이 박씨이며 경주인이다. 어려서 출가하여 처음 부석사(浮石寺)에서 화엄(華嚴)을 배웠다. 헌덕왕(憲德王) 5년(813)에 입당(入唐)하여 서당지장(西堂智藏)으로부터 선법(禪法)을 배워 인가를 받았다. 26년간이나 당에 있었으며 문성왕 1년(839)에 귀국하여 태안사에서 교화에 전력을 다하다 경문왕 1년(861) 77세로 시적(示寂)하였다. 시호는 적인(寂忍)이다.
그 문하에 도선(道詵) · 여(如) 등 수백 인의 제자가 있어 동리산의 선맥을 유지, 현양하였다. 특히 도선은 15세때 구례 화엄사(華嚴寺)에서 득도하여 화엄경을 수업하다가 동리산 혜철에 입시하여 무설지설(無說之說)과 무법지법(無法之法)을 품수받아 견성하여 동리산을 영도하였으며, 도선의 제자 중 경보(慶甫)는 후백제 견훤(甄萱)의 추앙을 받아 종풍을 선양하였다.
이상 혜철 · 도선 · 경보 등은 모두 화엄종 사찰에서 득도한 다음 선종법(禪宗法)을 계승하였으므로 후세에 와서도 동리선사(桐裡禪寺)와 화엄강사(華嚴講寺)와는 서로 긴밀한 관계를 유지하였다.

## 참고 문헌
- 이 문서에는 다음커뮤니케이션(현 카카오)에서 GFDL 또는 CC-SA 라이선스로 배포한 글로벌 세계대백과사전의 내용을 기초로 작성된 글이 포함되어 있습니다.